# Quail
Quail és una concentració de població designada pel cens dels Estats Units a l'estat de Texas. Segons el cens del 2000 tenia 33 habitants.

## Demografia
Segons el cens del 2000, Quail tenia 33 habitants, 11 habitatges, i 9 famílies. La densitat de població era de 4 habitants/km².
Dels 11 habitatges en un 36,4% hi vivien nens de menys de 18 anys, en un 90,9% hi vivien parelles casades, en un 0% dones solteres, i en un 9,1% no eren unitats familiars. En el 9,1% dels habitatges hi vivien persones soles el 9,1% de les quals corresponia a persones de 65 anys o més que vivien soles. El nombre mitjà de persones vivint en cada habitatge era de 3 i el nombre mitjà de persones que vivien en cada família era de 3,1.
Per edats la població es repartia de la següent manera: un 24,2% tenia menys de 18 anys, un 12,1% entre 18 i 24, un 21,2% entre 25 i 44, un 21,2% de 45 a 60 i un 21,2% 65 anys o més.
L'edat mediana era de 38 anys. Per cada 100 dones de 18 o més anys hi havia 150 homes.
La renda mediana per habitatge era de 19.464 $ i la renda mediana per família de 19.464 $. Els homes tenien una renda mediana de 30.000 $ mentre que les dones 26.250 $. La renda per capita de la població era de 13.456 $. Cap de les famílies estaven per davall del llindar de pobresa.

## Poblacions més properes
El següent diagrama mostra les poblacions més properes.